# Домброва (Любачівський повіт)
Діброва (пол. Dąbrowa) — село в Польщі, у гміні Любачів Любачівського повіту Підкарпатського воєводства.
Населення — 309 осіб (2011).
У 1975-1998 роках село належало до Перемишльського воєводства.

## Демографія
Демографічна структура станом на 31 березня 2011 року:
|          | Загалом | Допрацездатний вік | Працездатний вік | Постпрацездатний вік |
| -------- | ------- | ------------------ | ---------------- | -------------------- |
| Чоловіки | 161     | 34                 | 113              | 14                   |
| Жінки    | 148     | 33                 | 79               | 36                   |
| Разом    | 309     | 67                 | 192              | 50                   |